# Kim Yeong-taek
Kim Yeong-taek (kor. 김영택; ur. 24 sierpnia 2001 w Inczonie) – południowokoreański skoczek do wody, olimpijczyk z Tokio 2020 i z Paryża 2024.

## Udział w zawodach międzynarodowych
| Impreza              | Rok  | Miejsce | Konkurencja                        | Wynik  | Wynik   |     |     |
| Impreza              | Rok  | Miejsce | Konkurencja                        | Punkty | Miejsce |     |     |
| -------------------- | ---- | ------- | ---------------------------------- | ------ | ------- | --- | --- |
| Igrzyska olimpijskie | 2020 | Tokio   | wieża 10 m indywidualnie           | 374.90 | 15.     |     |     |
| Igrzyska olimpijskie | 2024 | Paryż   | wieża 10 m indywidualnie           | 320.40 | 24.     |     |     |
| Mistrzostwa świata   | 2019 | Gwangju | trampolina 3 m indywidualnie       | 356.65 | 33.     |     |     |
| Mistrzostwa świata   | 2019 | Gwangju | wieża 10 m indywidualnie           | 298.40 | 38.     |     |     |
| Mistrzostwa świata   | 2023 | Fukuoka | wieża 10 m indywidualnie           | 405.85 | 11.     |     |     |
| Mistrzostwa świata   | 2023 | Fukuoka | wieża 10 m synchronicznie mężczyzn | 347.88 | 10.     |     |     |
| Mistrzostwa świata   | 2024 | Doha    | wieża 10 m indywidualnie           | WDR    | WDR     | WDR | WDR |
| Mistrzostwa świata   | 2024 | Doha    | wieża 10 m synchronicznie mężczyzn | 344.70 | 11.     |     |     |
| Mistrzostwa świata   | 2024 | Doha    | trampolina 3 m indywidualnie       | 351.21 | 8.      |     |     |